# Victoria (película de 1972)
Victoria es una película mexicana de 1972 del género de drama romántico, coescrita y dirigida por José Luis Ibáñez y con música de Benny Ibarra. Es una adaptación de la novela Washington Square (1880) del escritor estadounidense Henry James a la época contemporánea.

## Sinopsis
Victoria, la obediente, consentida, retraída, torpe y desgarbada hija única del prestigioso y acaudalado viudo, el doctor Agustín Rueda, vive la vida sin muchos sobresaltos junto con aquel y la siempre abnegada tía Fina hasta que, en la fiesta de graduación de su prima Susana, conoce a Mauricio, un desenvuelto millonario venido a menos que trabaja como fotógrafo freelance y ambos terminan enamorándose.
Sin embargo el noviazgo no le hace ninguna gracia a Agustín ya que considera a Mauricio como un cazafortunas y, cuando este le pide la mano de Victoria para casarse, el médico le exige a la pareja que dejen de verse durante seis meses. Victoria no acepta esta condición y la relación padre-hija se rompe hasta que, por intermedio de Fina, ambos deciden irse a Acapulco para tratar de limar asperezas y, luego, Agustín decide ceder pero le advierte a su hija que no irá a la boda.
Al regresar a Ciudad de México, Victoria y Mauricio se reencuentran y deciden cancelar la boda y fugarse pero, ya estando en el aeropuerto y a punto de tomar un avión, Mauricio termina reconsiderando la idea de la fuga (ya que, con ello, Victoria quedaría automáticamente desheredada) y la deja plantada. Agustín se alegra de dicha ruptura y le dice a su hija que se siente orgulloso de ella pero, ahora, Victoria mantiene ante él una actitud fría y de reproche que no cambia ni siquiera cuando el galeno sufre un mortal accidente automovilístico.
Luego del sepelio del doctor Rueda, Mauricio se reencuentra con Victoria y vuelve a ofrecerle la idea de fugarse, pero ahora es ella quien termina vengándose de él dejándolo plantado a las puertas de su casa mientras él la llama desesperado, finalizando así la película.

## Elenco
- Julissa ... Victoria Rueda
- Enrique Álvarez Félix ... Mauricio Mijares
- Guillermo Murray ... Dr. Agustín Rueda
- Rita Macedo ... Fina Rueda
- Gilberto Román ... Arturo, novio de Susana
- Beatriz Sheridan ... Hermana de Mauricio
- Helena Rojo ... Susana, prima de Victoria
- Rebeca Iturbide ... Mariana, madre de Susana
- Rocío Palacios
- Gene Matouk ... Sr. Matouk, modista de Victoria
- Armando Sáenz ... Alberto, padre de Susana
- Silvia Mariscal ... Invitada en una fiesta
- Gloria Leticia Ortiz
- Athenea Baker
- Manuel Rivera
- Arsenio Campos ... Invitado en una fiesta
- Octavio Ocampo
- Gloria Berlanga
- Cecilia Leger (no aparece en los créditos)
- Ana Martín (no aparece en los créditos)
- Lupe Marín (no aparece en los créditos)
- Jaime Valdés (no aparece en los créditos)